# بحيرة هيلير
بحيرة هيلير هي بحيرة في أستراليا، تتميز البحيرة بلونها الوردي الغامق. واللون ثابت لا يتغير عند نقله. تتكون عمق البحيرة من كثبان رملية ونباتات. لون البحيرة سببه الأملاح التي في البحيرة.

## اكتشاف البحيرة
يعتقد أن أول اكتشاف للبحيرة كان من قبل بعثة ماثيو فلندرز وهو كان في بعثة بريطانية في عام 1802 م . وقال فلندرز أنه شاهد البحيرة عندما صعد إلى أعلى منطقة بالجزيرة وتقع هذه البحيرة بالتحديد في أستراليا الغربية.
لا يكون لون البحيرة دائماً وردي اللون، بل تتحول البحيرة إلى اللون الوردي عندما ترتفع درجة الحرارة، فعند انخفاض الحرارة تعود إلى لونها الطبيعي، ويعتقد العلماء أن سبب اللون المميز للماء في البحيرة الوردية ناتج عن السالينا والطحالب الخضراء، والارتفاع في نسبة أملاح الروبيان في مياه البحيرة، وعندما يصل إلى مستوى ملوحة أعلى من مياه البحر. وفي ظل درجة الحرارة العالية، وظروف الإضاءة الكافية والمناسبة، تبدأ في التفاعل مع مواد أخرى موجودة في الطحالب، فتنمو نوع من أنواع البكتيريا الوردية في القشرة الملحية، وهو ما يعطي البحيرة ذلك اللون الفريد من نوعه مقارنة بالبحيرات الأخرى الموجودة في جميع مختلف المناطق في العالم، ويعتبر أفضل وقت لمشاهدة البحيرة بهذا اللون المميز هو عند غروب الشمس، في الظروف الجوية المناسبة، تتحول البحيرة إلى اللون الوردي الخفيف الظل، ويرجع ذلك إلى التركيز العالي من الطحالب في المياه.

## وصف البحيرة
تتميز هذه الجزيرة بتضاريسها الطبيعية المميزة والرائعة، حيث غابات الأشجار الكثيفة، والكثبان الرملية الناعمة، وقربها من المحيط، فقد أعطت تلك المميزات الطبيعية للجزيرة موقعاً مذهلاً، يستمتع به الزوار والسياح من جميع أنحاء العالم. وتبعد الجزيرة حوالي ثلاثة كيلومترات عن مدينة اسبرانس، ويبدو منظر البحيرة من الأعلى كفقاعة من العلكة الوردية الصلبة، ويبلغ طول البحيرة نحو 600 متر، وتحيط الرمال والغابات الكثيفة خاصة أشجار الكينا، كما يوجد شريط ضيق من الكثبان الرملية التي تغطيها النباتات، ويفصل البحيرة عن المحيط الجنوبي الأزرق.

## حماية البحيرة
اعتمدت البحيرة من قبل منظمة حياة الطيور الدولية كمنطقة مهمة للطيور، لأنها تعد موئلا لأعداد كبيرة من الطيور المحلية والمهاجرة. وهناك العديد من المناظر الطبيعية الخلابة في المنطقة المحيطة بالبحيرة، التي توفر متعة ممارسة العديد من المواهب المختلفة والقيام بها في جميع أنحاء المنطقة، بما في ذلك ركوب الخيل، والمشي وركوب الدراجات، وصيد الأسماك، والغوص، ومشاهدة الحيتان، وركوب الأمواج، والهبوط من قمم الجبال.